# Käppgrunden
Käppgrunden är öar i Finland. De ligger i Skärgårdshavet och i kommunen Kimitoön i landskapet Egentliga Finland, i den sydvästra delen av landet. Öarna ligger omkring 62 kilometer söder om Åbo och omkring 130 kilometer väster om Helsingfors.
Arean för den av öarna koordinaterna pekar på är 0,5 hektar och dess största längd är 140 meter i öst-västlig riktning. Närmaste större samhälle är Dragsfjärd, 18,1 km nordväst om Käppgrunden.